# 北京市政交通一卡通
北京市政交通一卡通（以下简称“一卡通”）是一种电子钱包。从卡的形式上看，它是采用无线射频（RFID）技术的非接触式IC卡。一卡通的设计初衷是通过一张卡实现包括水、电、气费在内的各种市政费用，以及出租车费和公共交通费用的缴纳。目前正在实现支付交通费用方面的功能（详见“使用范围”一节）。北京市也是加入全国交通一卡通互联互通项目的城市，印有交通联合标识的北京互通卡可在加入交通聯合的城市中使用而不需要另外購買卡片。
北京市政交通一卡通系统是以统一发行的非接触式IC卡作为各种交易费用的支付介面，利用先进的電腦網路、自动控制、訊息处理、通信等技术建立的以IC卡发行、消费、结算为基本业务的应用系统。北京市政交通一卡通的制作、发行、儲值、結清、退换和回收管理均由北京市政交通一卡通有限公司负责。

## 历史

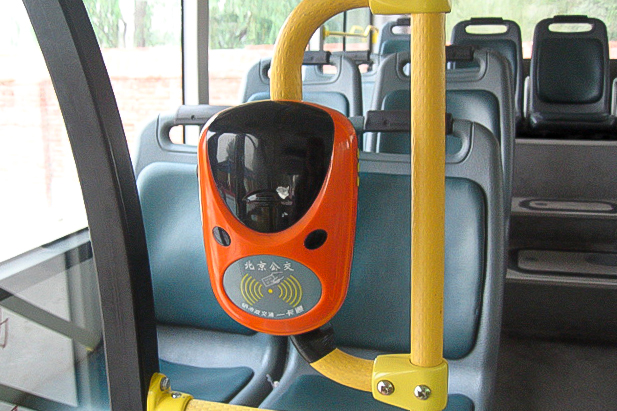
2003年推广的第一代刷卡机

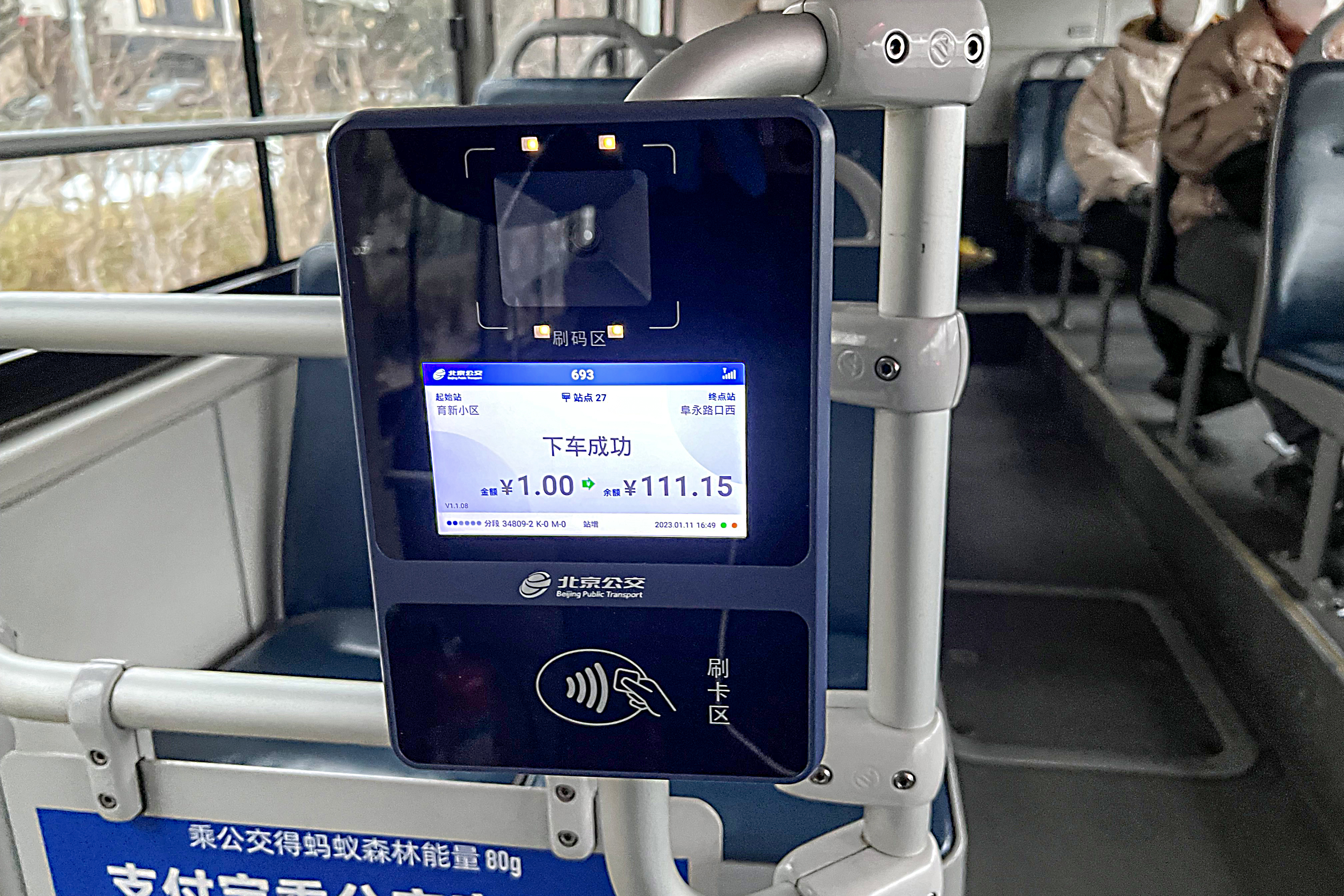
北京公交现行刷卡机，可支持刷码乘车

2003年12月31日，经过之前两年多的系统建设和测试考核阶段，北京市政交通一卡通系统于北京公交121条线路的5169辆公交车和北京地铁13号线上全线开始试应用。
2006年5月10日，一卡通实现了电子月票功能，并取代了以前的纸质月票。电子月票功能在公交公司和巴士公司线路、地铁现运行所有线路、部分出租汽车上适用。
2007年1月1日，一卡通取消了月票功能，同时推出了面向所有持卡人的、更加优惠的票价措施。
2014年3月，北京市政交通一卡通推出应用软件，利用Android智能手机NFC功能对一卡通充值。2014年4月28日，支付宝与该应用软件合作，实现手机支付宝钱包充值一卡通的功能。
2014年12月28日，随着北京公交地铁票价的调整，一卡通优惠幅度随之减少，乘坐公交使用一卡通的方法也发生改变。
2018年3月20日，一卡通公司试点推出了“扫码乘公交”服务，用户无论持何种型号的智能手机，只要扫描二维码即可乘坐公交车。
2018年3月30日，iOS 11.3 正式发布，可以在 Apple Pay 中添加北京市政交通一卡通。
2018年5月10日起，北京市政交通一卡通试点推出电子发票服务，首期面向除公交、地铁合作充值网点及地铁自动售票充值机外的所有线上及线下充值业务开放办理，有发票需求的用户可通过北京一卡通App在线领取。
2018年5月21日，北京市政交通一卡通与ofo小黄车共同宣布达成战略合作，并发布了支持北京一卡通的NFC智能锁，首批搭载新款NFC智能锁的小黄车已在人民大学校园内开始路测。
2018年8月1日起，北京市政交通一卡通停止提供定额纸质发票，全面推行增值税电子普通发票，届时市民可通过“北京一卡通”App在线申领。目前，用户需在办理充值或消费业务的次日在线提交电子发票申请，且申领期限为3个月。
2019年7月3日，Android手机一卡通全面取消开卡费，北京成为中国内地第一个全面取消手机一卡通开卡费的城市。同时，北京市政交通一卡通对部分品牌手机上线了“卡片免费升级”业务，之前开通过非互联互通卡（卡面无“交通联合”标识）的手机用户可通过手机“钱包”App将原卡片免费升级为京津冀互联互通卡。
2019年8月2日，Apple Pay（iPhone 6或更新机型以及 Apple Watch Series 1 或更新机型）开通北京一卡通将不再收取20元“可退服务费”。已开通的可以在APP上退服务费。至此，Android和iOS已全面取消开卡费。
2020年1月13日，北京市政交通一卡通发布消息称，今年稍后可通过Apple Pay开通京津冀互联互通卡。
2020年4月8日，Apple Pay北京市政交通一卡通升级为京津冀互通卡，此前已添加的普通卡可以继续使用。
2022年5月17日起，北京市政交通一卡通开始进行系统升级，乘客可以绑定自己的北京健康宝信息。。6月9日起，地铁全网、城六区地面公交线路正式启动乘客健康码自动核验。
2023年12月28日起，北京市政交通一卡通可以通过“北京一卡通”APP实名开通市郊铁路功能。届时可以直接刷卡乘坐市郊铁路怀密线、副中心线、通密线。
2024年4月9日起，北京市政交通一卡通正式上线了“玲珑通卡”。“玲珑通卡”支持苹果，华为，小米，OPPO，一加，荣耀等手机，用户开卡并签约免密支付后，在乘坐公共交通时自动扣费，“玲珑通卡”具有专属卡面，与其他的手机NFC交通卡相同，“玲珑通卡”也支持无网无电刷卡，熄屏刷卡。

## 种类
- 普通卡
- 学生卡
- 短期卡
- 特种卡，特种卡是相容普通卡的纪念卡、联名卡、个性化卡和异型卡以及特殊用途卡。

### 北京互通卡
2015年12月起，北京开始发行北京互通卡，该卡可用于北京市、天津市、河北省的公交地铁线路以及加入全国交通一卡通互联互通的城市。
互通卡亦有发行纪念卡、异形卡。

### 市郊铁路一卡通
2017年12月31日起，北京市政交通一卡通推出了市郊铁路一卡通，除了可用於北京地铁、北京公交以及北京市郊铁路S2线外，也可用於北京市郊铁路的副中心线、怀密线以及通密线。

### BEIJING PASS

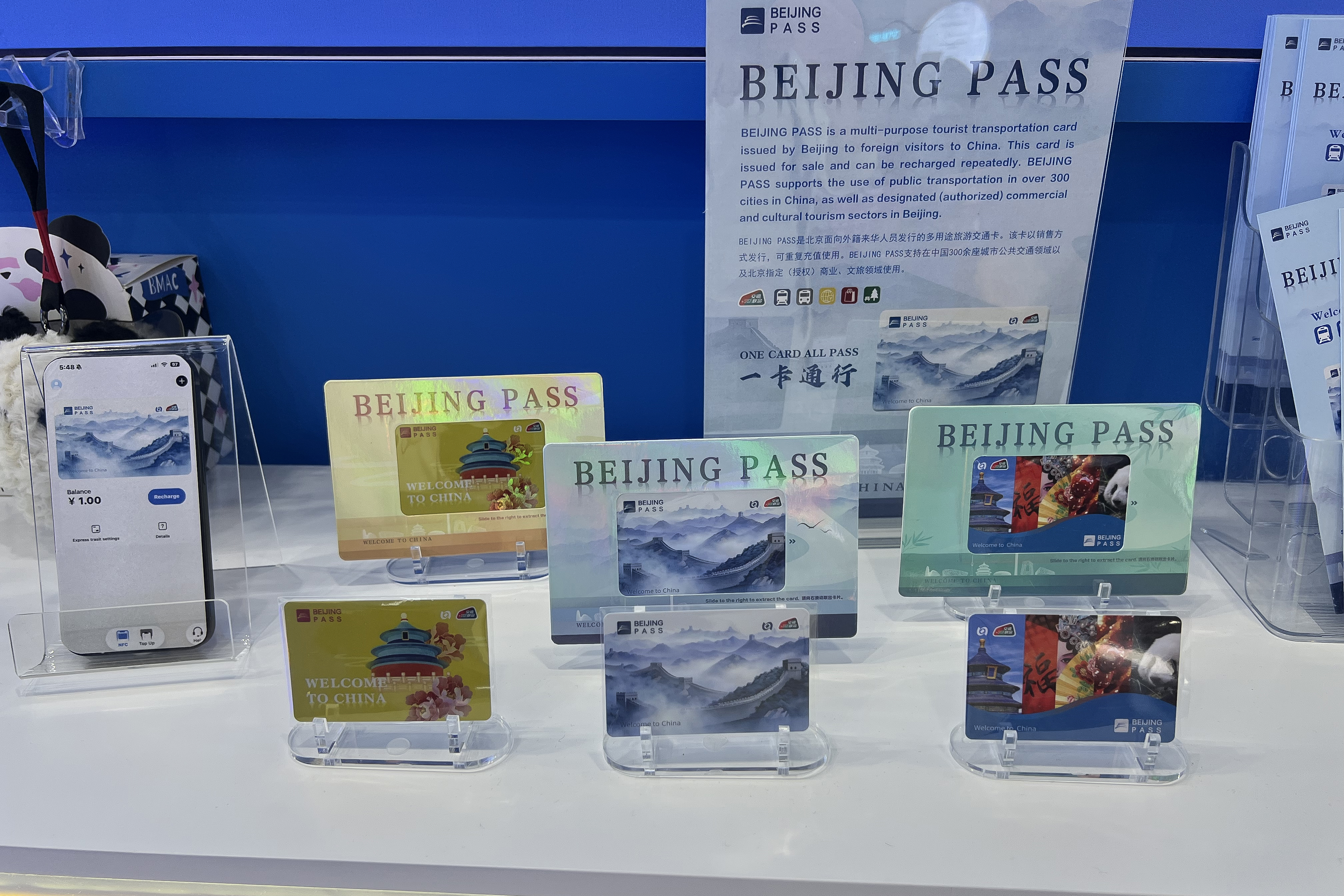
2024年服贸会展出的BEIJING PASS卡样

2024年7月31日起，北京市政交通一卡通公司针对外籍来华、港澳台旅客发行BEIJING PASS（国际版北京一卡通），可在机场、铁路枢纽等交通枢纽所设地铁站及一卡通营业厅办理实体卡，也可通过智能手机办理电子卡，实体卡办卡时不需要绑定实名身份信息，但原则上须出示有效证件（外国护照、港澳居民來往內地通行證或台灣居民來往大陸通行證），支持刷卡乘坐北京城市轨道交通、北京公交车、北京市郊铁路S2线，还支持异地交通联合卡乘车的城市使用。BEIJING PASS以销售方式发行，不可退卡、挂失，但余额可在上述网点及北京地铁制定可办理退资业务的车站办理退资，卡片丢失后余额不可找回。
与普通交通联合卡无消费功能不同，本卡支持颐和园、天坛、北京动物园等景区刷卡购票入园，以及在北京市内的屈臣氏、汉光百货、北京市百货大楼等授权商超刷卡消费。
2024年开售至2025年第一季度办理的BEIJING PASS均属于交通联合卡，可在互联互通城市使用；但2025年第一季度起，新办理的BEIJING PASS实体卡及电子卡关闭全国交通互联互通功能，卡面取消交通联合标识，仅可在北京市内公共交通工具及指定店铺小额消费使用（情况与上海都市旅游卡相同）。

## 票价

### 公交票价
使用一卡通普通卡支付公共交通（不包括快速直达专线、商务班车）费用时的价格如下：普通卡市域內按现金票价5折优惠、市域外8折优惠，学生卡2.5折优惠。公交票價標準为10公里或以下2元，10公里以上每5公里加1元（不设最高收费）。

### 轨道交通票价
| 里程（公里） | 费用（元） |
| 0-6          | 3          |
| 6-12         | 4          |
| 12-22        | 5          |
| 22-32        | 6          |
| 32-52        | 7          |
| 52-72        | 8          |
| 72-92        | 9          |

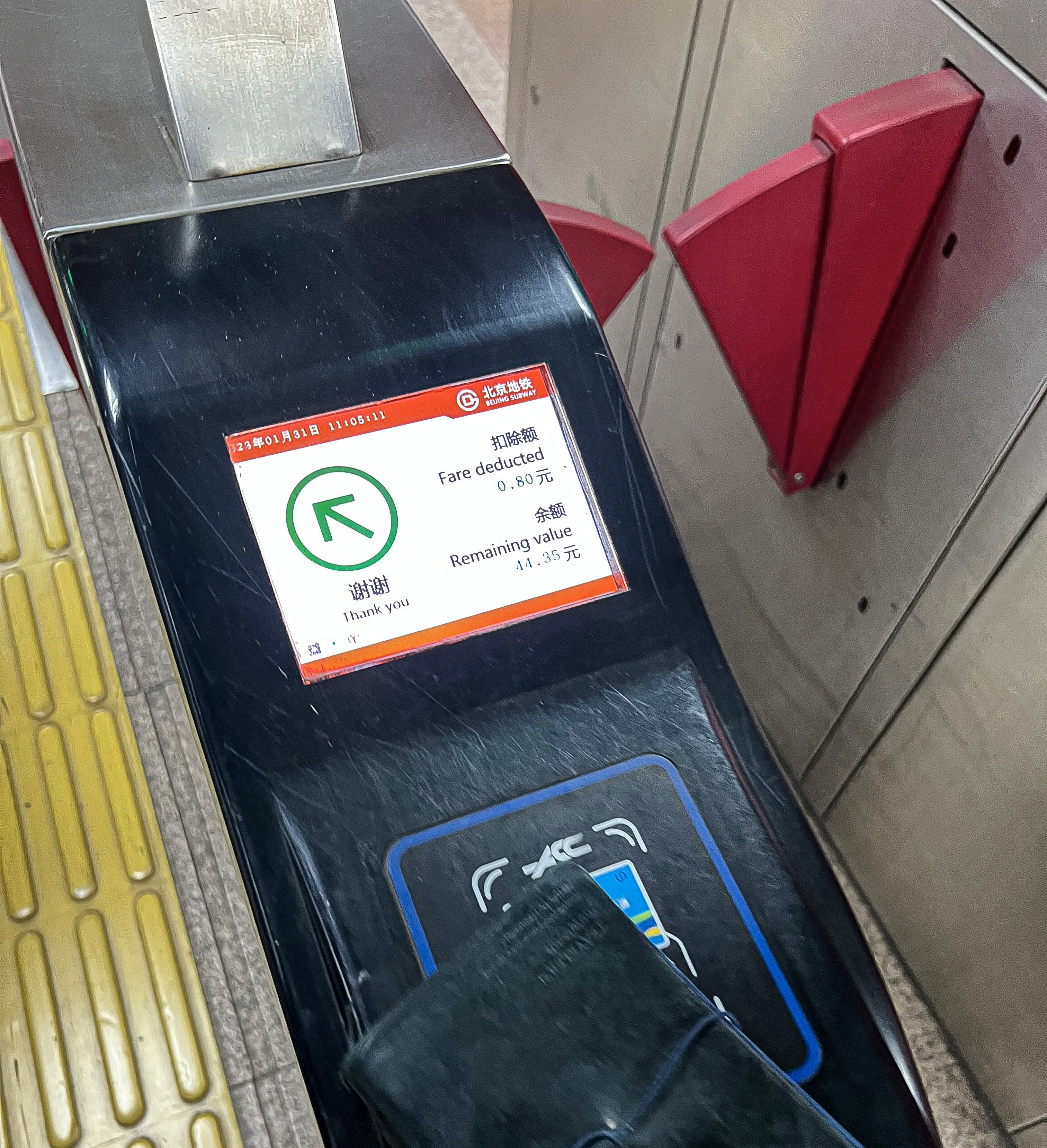
在使用市政交通一卡通乘坐地铁时，若涉及虚拟换乘（如1号线/16号线木樨地站），第一次出闸时扣除首程票价，完成次程后第二次出闸时，扣除的金额为首程出发地至次程目的地总票价减去首程票价后的差额；如不存在差额，则出闸扣费0元；图中乘车人的行程为当月在轨道交通线网累计支出满100元后的超出部分，因此该行程票价8折优惠，出现了图中扣费大于0而小于1元的情形

优惠政策：每自然月内，乘客乘车使用市政交通一卡通乘坐轨道交通支出累计满100元后，超出部分给予8折优惠；满150元后，超出部分给予5折优惠；支出累计达到400元后，不再享受打折优惠。此优惠政策不包含首都机场线及大兴机场线地铁。
2014年12月28日前票价为单一票制2元，无优惠。

### 市郊铁路
北京市內段同地鐵票制按里程計價。但由于康庄站至北京市界以外的沙城站票价单独计算（10元），北京市内其他车站和沙城站间的票价为这10元与北京市内票价之和（如从黄土店站至沙城站票价为18元），故在S2线各站刷卡进站时，余额不足18元无法进站。

## 使用方法
公共汽车：

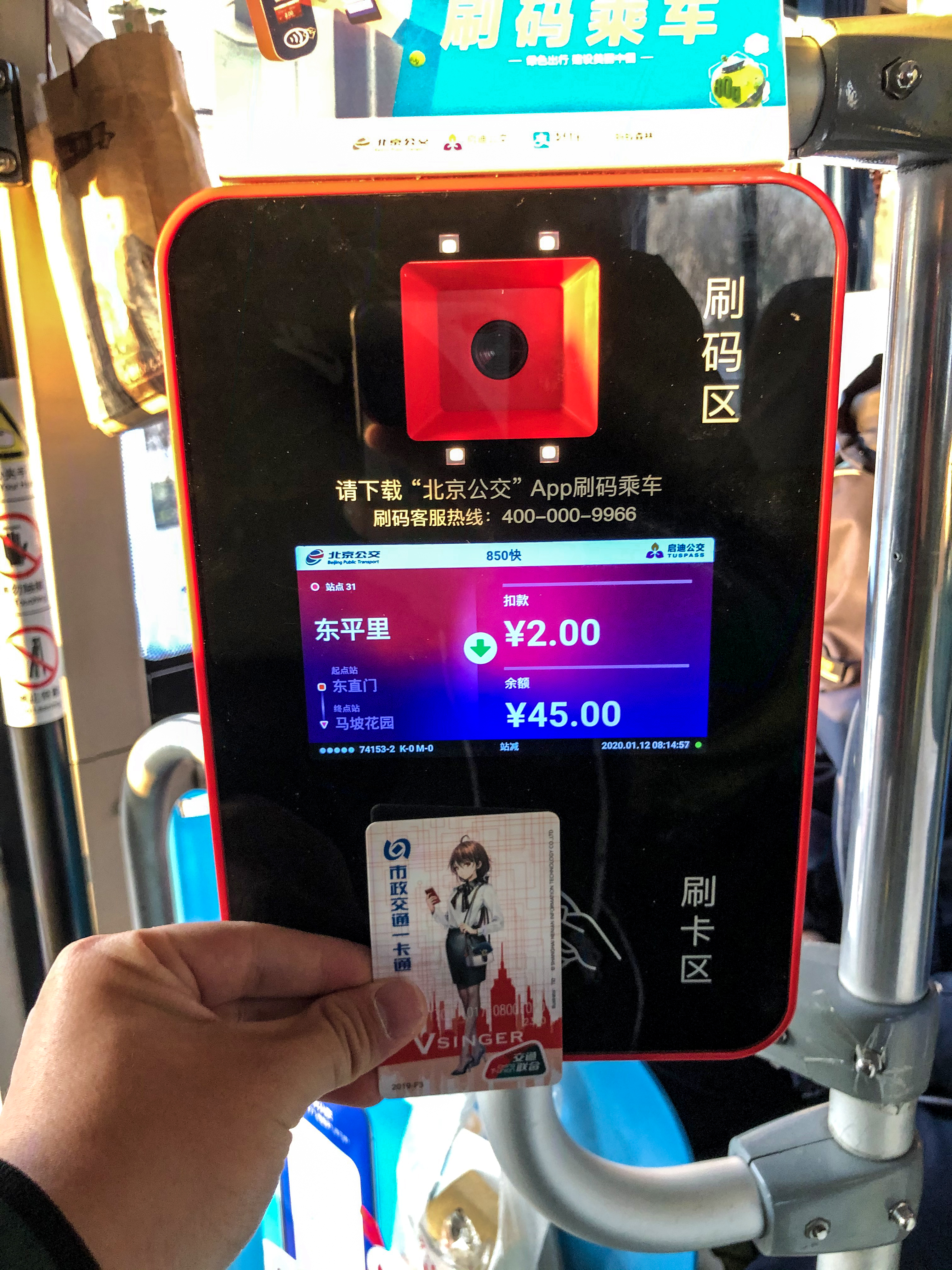
使用市政交通一卡通刷卡下车时，刷卡机会显示扣除款项和卡内余额

- 常规公交线路：上、下车时均需在读卡机前刷卡一次。上车刷卡打标记，不扣费；下车刷卡扣费。如下车不刷卡，则在下次使用一卡通时扣除本次乘车线路全程费用，同时记录为一次不完整交易。
- 快速直达专线：上车时在读卡机前刷卡一次，下车时不需刷卡。

出租车：
- 在驾驶员右前侧的打票机上刷卡

地铁：
- 2008年6月9日，北京地铁启用AFC自动售检票系统后，进出站均需刷卡。除首都机场线、大兴机场线之外的运营线路之间的不出站换乘不需要重新刷卡。

市郊铁路：
- 2011年7月1日，北京市郊铁路S2线启用北京市政交通一卡通付费，进出站均需刷卡。

## 使用范围

### 公共交通

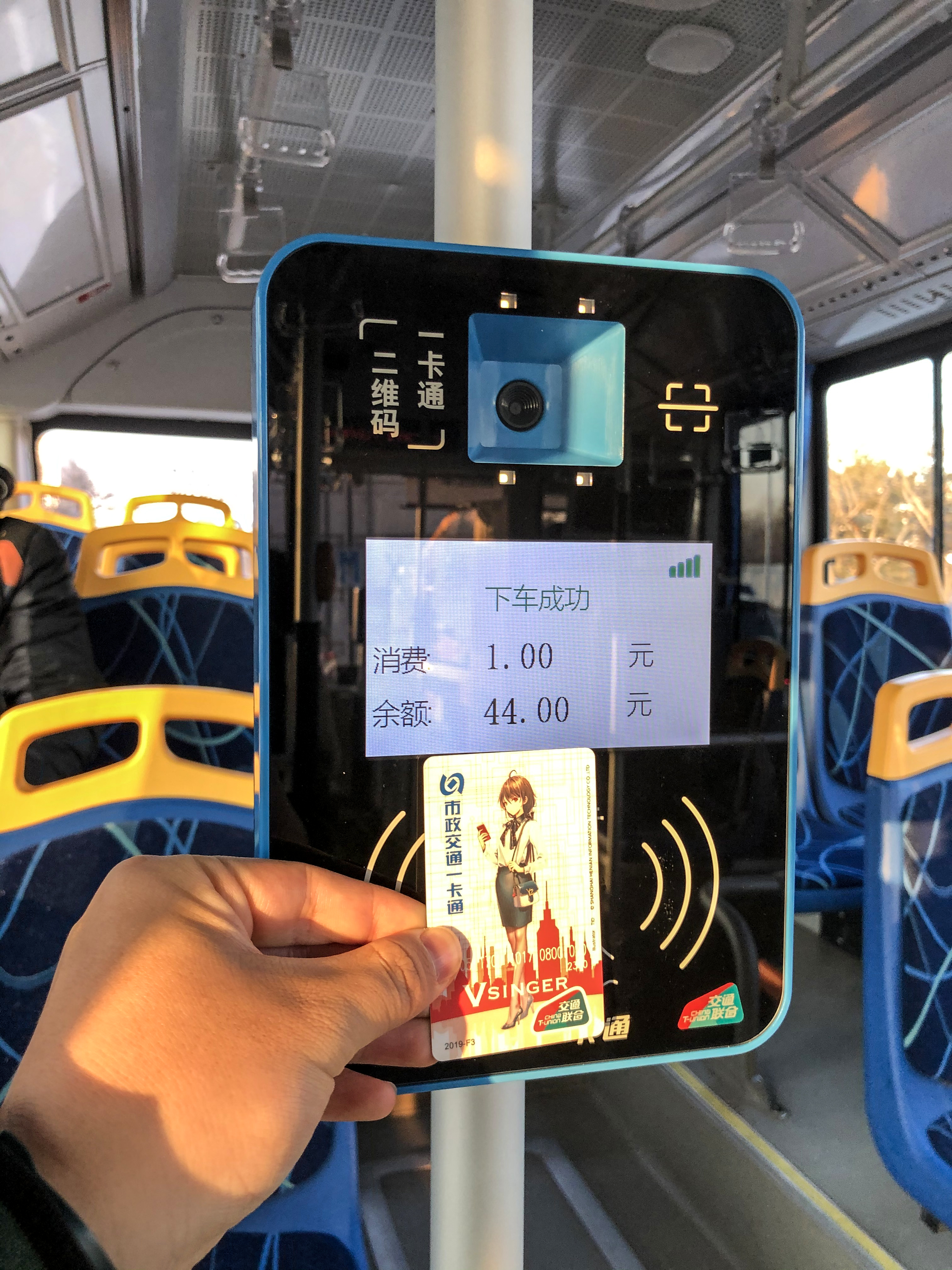
顺义区内公交业者骏马客运使用的市政交通一卡通读卡器

北京市境内几乎所有的公交线路（包括公交集团和郊区小公共），北京地铁所有的线路，北京市郊铁路S2线，以及安装有一卡通读卡计价器并张贴“欢迎使用一卡通卡”标识的出租汽车（数量有限，且司机多因转账繁琐而拒刷卡）。

### 高速收费
八达岭高速和京津塘高速的部分站点曾支持一卡通付费。

### 其他消费

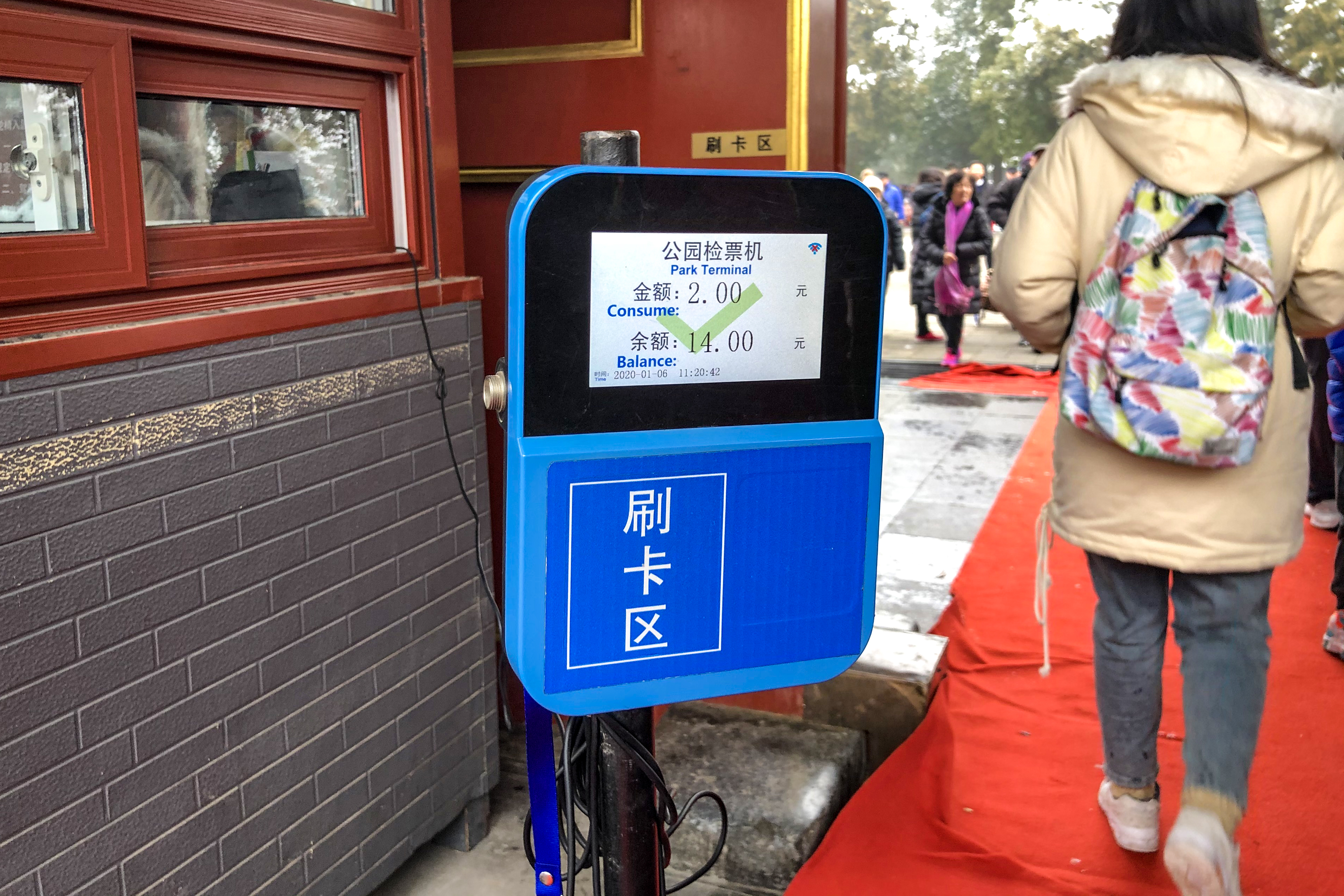
景山公园西门的市政交通一卡通读卡器

- 持交通一卡通普通卡在全市22家指定影院看电影，刷卡购票优惠额度9折至9.5折。
- 超市：
  - 快客便利店：持卡用户可以刷卡购买除服务类商品（手机充值卡、手机号卡、一卡通发卡和充值等）以外的所有商品。
  - 美廉美超市
  - 屈臣氏商店
  - 部分7-11便利店
- 餐厅：
  - 和合谷
  - 吉野家
  - 肯德基
  - 麦当劳
  - 嘉禾一品粥
  - 庆丰包子铺
- 面包房：
  - 好利来
  - 味多美
  - 金凤呈祥
- 健身：
  - 青鸟健身

## 学生卡
学生卡乘坐公共电汽车时的票价为普通线路2.5折、乘坐地铁可享受相关优惠政策、出租车及刷卡消费不享受优惠待遇。学生卡刷卡时读卡机会直接报“学生卡”。（以前学生卡刷卡时读卡机的响应声音持续时间是普通卡的2倍。）根据《学生公交IC卡办理和使用的补充规定》，中小学生的学生公交IC卡功能由北京市中小学生学生卡所取代。在京普通高等学校、中等职业学校（含中专、职高、技校）的在校学生、科研机构享受学生公交IC卡优惠范围的研究生，由学校、科研机构统一到公交集团各分公司票务中心办理。学生卡充值仅限在公交集团的发卡充值网点凭学生证充值。学生公交卡每年10月1日前须凭本人身份证、已经注册了的学生证在公交充值点进行延期，否则将不能使用，直到再次办理延期手续为止。学生卡的补办手续同首次办理一样，由学校办理。

## 特种卡
- 京津一卡通
- 纪念卡、联名卡、个性化卡、异型卡、特种用途卡

## 细节

### 申办／儲值
- 申办一卡通需要交纳20元押金
- 首次充值金额不低于20元，再次儲值金额需为10元或10元的倍數
- 卡内余额最高不得超过1000元
- 如有透支情况，持卡人儲值时应先偿还透支款

### 透支
用户在使用一卡通时，如卡内余额不足支付本次车费时可以透支一次（出租车除外），透支金额将在或退卡、换卡时扣除。

### 退卡
- 办理退卡、退资业务在一卡通公司指定网点办理。
- 退卡时回收卡片，退还押金。
- 坏卡办理退卡、退资业务时，持卡人须先到指定网点提出申请，7个工作日后凭收卡凭证到同一地点办理退卡、退资业务，坏卡的卡内余额以一卡通系统后台卡帐户为准。
- 因持卡人使用或保管不当损坏的卡片办理退卡时，收取20元成本费，退还20元卡押金。
- 如存在不完整交易，持卡人应先处理完不完整交易后，方可办理退换、退资业务。
- 已透支的卡办理退卡、退资业务时，须先偿还透支金额。
- 卡内余额≧100元时，需缴回不低于卡内余额的充值发票，并且到一卡通客服中心办理。卡内余额低于100元时，可就近前往相应退卡网点办理业务。

### 设计参数[28]
- 贮存温度：0℃—40℃
- 读写距离：0mm—100mm
- 读写次数：10万次
- 使用寿命：6年